# Kanton Beauville
Beauville is een voormalig kanton van het Franse departement Lot-et-Garonne. Het kanton maakte deel uit van het arrondissement Agen. Het werd opgeheven bij decreet van 26 februari 2014, met uitwerking op 22 maart 2015. Alle gemeenten werden opgenomen in het nieuwe kanton Le Pays de Serres.

## Gemeenten
Het kanton Beauville omvatte de volgende gemeenten:
- Beauville (hoofdplaats)
- Blaymont
- Cauzac
- Dondas
- Engayrac
- Saint-Martin-de-Beauville
- Saint-Maurin
- Tayrac